# Jesih
Jesih je priimek v Sloveniji, ki ga je po podatkih Statističnega urada Republike Slovenije na dan 1. januarja 2010 uporabljalo 294 oseb.

## Znani nosilci priimka
- Adolf Jesih (*1953), kemik
- Boris Jesih (1943—2024), slikar in grafik, likovni pedagog
- Boris Jesih (*1956), politolog, manjšinski strok
- Duša Jesih (*1977), slikarka, grafičarka
- Jakica Jesih (*1970), športna jadralka
- Milan Jesih (*1950), književnik (pesnik, dramatik in prevajalec), član SAZU
- Pavla Jesih (1901—1976), alpinistka in kinematografska podjetnica